# Tiefgrabenrotte
Die Tiefgrabenrotte (früher auch Tiefengrabenrotte oder Tiefgraben) ist eine Streusiedlung der Gemeinde Frankenfels im Bezirk St. Pölten-Land in Niederösterreich.

## Geographie
Der Ortsteil befindet sich etwa 32 Kilometer südwestlich von St. Pölten, etwa 3½ Kilometer nördlich des Gemeindehauptorts.
Die zerstreuten Häuser liegen entlang des Weißenbaches, eines linken Nebengewässers der Pielach, und im Haltgraben, nordwärts Richtung Schwabeck-Kreuz und St. Gotthard (Gemeinde Texingtal), auf um die 450 m ü. A. Höhe. Südlich erhebt sich der Frankenfelsberg (933/918 m ü. A.), nordöstlich der Bichlberg (859 m ü. A.), nordwestlich der Walzberg (868 m ü. A.) und der Grüntalkogel (886 m ü. A.). Hier geht das Bergland der Mostviertler Kalkvoralpen (Türnitzer Alpen) in die Vorberge des Ötschergebiets über.
Der Ort umfasst knapp 40 Gebäude mit etwa 125 Einwohnern. Zum Ortschaftsgebiet gehören Teile der mit Ausnahme der schon vorher vorhandenen zwei Häuser ab 1980 errichteten und später Weißenburg genannten Siedlung, die den Gutteil der Ortschaft ausmachen, sowie z. B. die mit Hof, und Tiefgraben bezeichneten Häusern Weißenbachtaleinwärts, sowie Bichl und Schwabeck Haltgrabeneinwärts, sämtliche als Einzellage klassiert.

### Nachbarorte und -ortschaften
| St. Gotthard (O, Gem. Texingtal, Bez. Melk) |                                             | Fischbach (O, Gem. Texingtal, Bez. Melk) Schwerbachgegend (O, Gem. Kirchberg a.d.P.) |
| Wiesrotte (O)                               | Kompassrose, die auf Nachbargemeinden zeigt | Weißenburggegend (O)                                                                 |
|                                             | Lehengegend (O)                             | Weißenburg                                                                           |

## Geschichte
Eines der ältesten Häuser in Frankenfels dürfte das im Norden befindliche Gehöft Schwabeck sein, wo schon 1227 ein Adeliger namens Schwab genannt wurde. Es handelt sich hier um ein zum Burgstall Schwabegg an der Schwabeckmauer gehöriges Anwesen. Die Feste dürfte im 14. Jahrhundert aufgegeben worden sein, das Gehöft Schwabeck existiert noch.
Während der Zweiten Türkenbelagerung 1683 befand sich östlich vom Schwabeck am Pichlberg ein Kreidfeuer, welches die Bevölkerung vor Feinden warnte.
1837 schrieb Franz Xaver Schweickhardt in seinen historisch-topographischen Beschreibungen, dass die Rotte 7½ Stunden Entfernung zur nächsten Poststation (St. Pölten) hatte. Weiters ist zu entnehmen, dass die Rotte zum Wehrkreis des Linien-Infanterie-Regiments Nr. 49 gehörte. Die Seelenzahl betrug 26 Familien, 55 männliche und 58 weibliche Personen sowie 16 schulfähige Kinder. An Viehbestand wurden 36 Ochsen, 34 Kühe, 60 Schafe und 40 Schweine vermerkt. Unter den Bewohnern waren Waldbauern und Holzknechte und ein Schuster. Die Häuser lagen sehr zerstreut in einer Entfernung von 1½ bis 2 h von Frankenfels „in einem waldigen Thale mit Felsenvorsprüngen“, wo auch der Verbindungsweg nach Plankenstein führt. Das „Klima, obgleich der gebirgigen Lage wegen, etwas rau, ist gesund, das krystallklare Quellwasser vortrefflich.“ Die Jagd liefert Hochwild.
Bis zur Aufhebung der Leibeigenschaft 1848 wurde die Rotte großteils vom herrschaftlichen Maierhof der Burg Weißenburg, der zur Herrschaft Kirchberg an der Pielach gehörte, bewirtschaftet, zu deren Ortsherrschaft die Ansiedlung immer gehörte. Rotthaus (örtlicher Verwaltungssitz) war das Gehöft Tiefgraben mit der Nummer 16 – die Einteilung der Region in Rotten ist seit 1629 urkundlich.
Im 19. Jahrhundert wurde die Ortslage auch nach einem Kleinhaus als Abfaltern oder auch Tiefengrabenrotte bezeichnet.
Laut Adressbuch von Österreich waren im Jahr 1938 in Tiefgrabenrotte mehrere Landwirte ansässig.
| Erzherzogtum Österreich | Erzherzogtum Österreich | Erzherzogtum Österreich | Erzherzogtum Österreich | Erzherzogtum Österreich | Erzherzogtum Österreich | Erzherzogtum Österreich | Erzherzogtum Österreich | Kronland Österreich unter der Enns (Kaiserthum Österreich/ Österreich-Ungarn) | Kronland Österreich unter der Enns (Kaiserthum Österreich/ Österreich-Ungarn) | Kronland Österreich unter der Enns (Kaiserthum Österreich/ Österreich-Ungarn) | Bundesland Niederösterreich (Republik Österreich) | Bundesland Niederösterreich (Republik Österreich) | Bundesland Niederösterreich (Republik Österreich) | Bundesland Niederösterreich (Republik Österreich) | Bundesland Niederösterreich (Republik Österreich) | Bundesland Niederösterreich (Republik Österreich) |
| 1449                    | 1558                    | 1629                    | 1658                    | 1751                    | 1771                    | 1787                    | 1794                    | 1822                                                                          | 1830                                                                          | 1869                                                                          | 1951                                              | 1961                                              | 1971                                              | 1981                                              | 1991                                              | 2001                                              |
| ----------------------- | ----------------------- | ----------------------- | ----------------------- | ----------------------- | ----------------------- | ----------------------- | ----------------------- | ----------------------------------------------------------------------------- | ----------------------------------------------------------------------------- | ----------------------------------------------------------------------------- | ------------------------------------------------- | ------------------------------------------------- | ------------------------------------------------- | ------------------------------------------------- | ------------------------------------------------- | ------------------------------------------------- |
| –                       | –                       | –                       | –                       | –                       | –                       | –                       | 104                     | –                                                                             | 113                                                                           | 93                                                                            | 102                                               | 94                                                | 92                                                | 87                                                | 139                                               | 139                                               |
| 6                       | 7                       | 11                      | 16                      | 16                      | 18                      | 16                      | 20                      | 20                                                                            | 20                                                                            | 19                                                                            | 18                                                | 17                                                | 17                                                | 22                                                | 33                                                | 36                                                |

### Haus- und Flurnamen

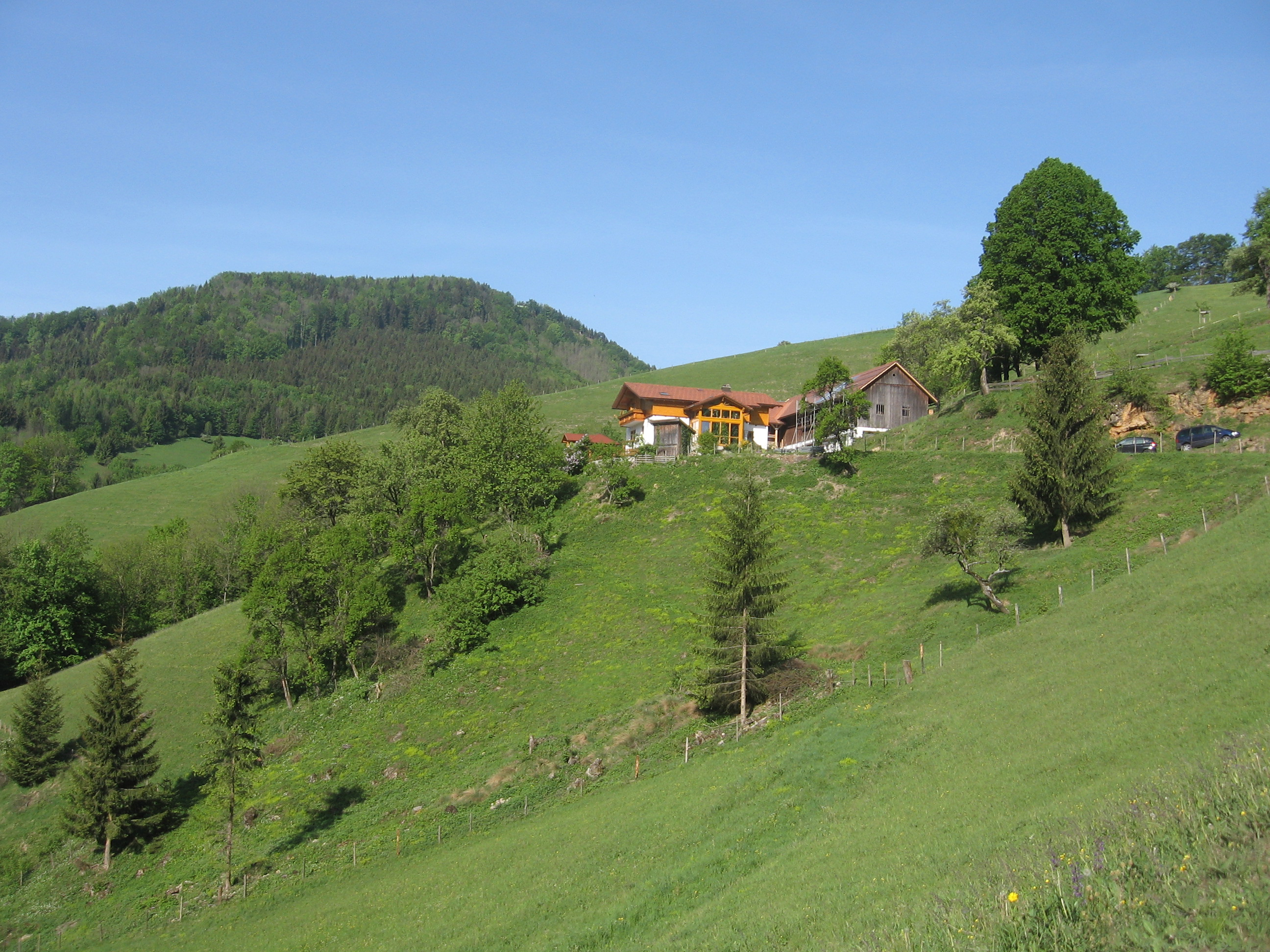
Der Haltgraben mit dem Gehöft Schwabeck, im Hintergrund ist die Grüntalkogelhütte zu erkennen

In der Tiefgrabenrotte existieren derzeit etwa vierzig Häuser, wobei rund zwanzig einen Hofnamen besitzen. Häuser ab Nummer 22 befinden sich in dem seit etwa 1980 errichteten Siedlungsgebiet im Ortsteil Weißenburg.
Liste der Häuser
In Klammer ist hier die Wortherkunft angeführt
- Tiefgrabenrotte 1: Abfalterhäusl (zu Apfelbaum)
- Tiefgrabenrotte 2: Unter-Angerhäusl (Anger‚ öffentliche Weide)
- Tiefgrabenrotte 3: Ober-Angerhäusl
- Tiefgrabenrotte 4: Hof (Herrschaftshof)
- Tiefgrabenrotte 5: Unter-Halt (Weideplatz)
- Tiefgrabenrotte 6: Ober-Halt
- Tiefgrabenrotte 7 †: Klein-Hainbach
- Tiefgrabenrotte 8: Schwabeck (zum Ansitz Schwabegg, Personenname Schwab, Heinricus Suevus)
- Tiefgrabenrotte 9: Leiten (Leite‚ Hang)
- Tiefgrabenrotte 10: Bichl (Bühel‚ Hügel)
- Tiefgrabenrotte 11: Pulverhäusl (Hersteller von Schwarzpulver)
- Tiefgrabenrotte 12: Bachhäusl (Haus neben dem Weißenbach)
- Tiefgrabenrotte 13: Mühlhäusl (Mühle zur Zerkleinerung der Bestandteile des Schwarzpulvers)
- Tiefgrabenrotte 14: Gatterhäusl (Gatter‚ Absperrung)
- Tiefgrabenrotte 15: Sperrieglhäusl (Anhöhe)
- Tiefgrabenrotte 16: Tiefgraben (tiefer Graben, ehem. Rotthaus)
- Tiefgrabenrotte 17 †: Zinsenhof (Besitzverhältnisse)
- Tiefgrabenrotte 18 †: Wiesl (kleine Wiese)
- Tiefgrabenrotte 19: Bichl-Häusl (Kleinhaus neben Bichl)
- Tiefgrabenrotte 20 †: Bichlberg (zum Berg)

Die Tiefgrabenrotte 17 (Zinsenhof) existierte nur bis 1910, die Tiefgrabenrotte 18 (Wiesl) wurde 1957 aufgelassen. Die Tiefgrabenrotte 20 gehörte zu Kirchberg an der Pielach und war bereits Ende des 19. Jahrhunderts unbewohnbar.
Die Flurnamen sind vor allem bei den landwirtschaftlich genutzten Betrieben (Schwabeck, Leiten, Bichl, Hof oder Tiefgraben) als Vulgoname noch heute geläufig. Einige Namen, vor allem die der Wohnhäuser, sind aber aus dem heutigen Wortschatz verschwunden.

## Wirtschaft und Infrastruktur

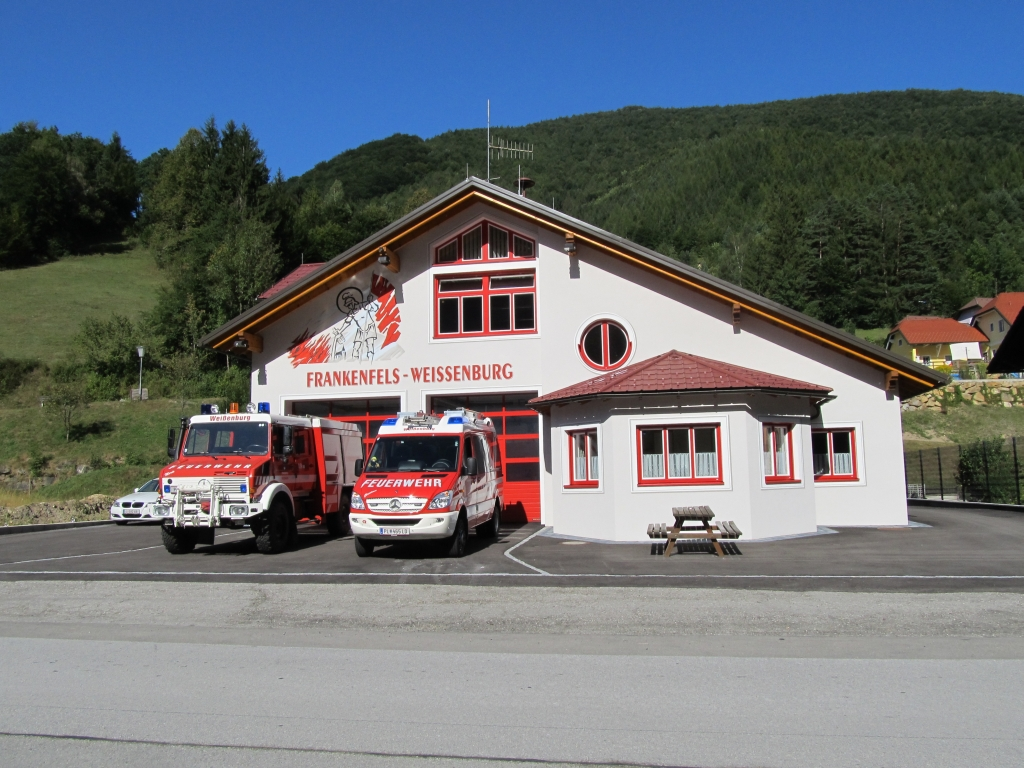
Das zwischen 2009 und 2012 sanierte und erweiterte Feuerwehrhaus der Freiwilligen Feuerwehr Weißenburg basiert auf den Neubau von 1980 mit der Hausnummer Tiefgrabenrotte 22

In der Tiefgrabenrotte wurden neben der Land- und Forstwirtschaft auch anderes Kleingewerbe betrieben. So war in der Tiefgrabenrotte 2 vom 17. bis 19. Jahrhundert ein Schuster ansässig und in Hnr. 11 und 13 wurde Schießpulver produziert. Heute gibt es in der Tiefgrabenrotte einen Tischlereibetrieb und seit 1. Jänner 2014 auch einen Hafner und Fliesenleger. Später kam ein Totengräberunternehmen hinzu. Auch einen Multimediaproduktion befindet sich in der Tiefgrabenrotte.
Auf Grund der großen Gemeindefläche und der dadurch exponierten Lage der vor allem landwirtschaftlichen Betriebe gab es seit 1938 einen örtlich abgesetzten Zug der Freiwilligen Feuerwehr Frankenfels, heute Feuerwache Weißenburg. Aus dieser Feuerwache bildete sich am 7. Mai 2017 die Freiwillige Feuerwehr Weißenburg mit aktuell 31 Mitgliedern (30 aktive Mitglieder und 1 Reservist, Stand: 17. September 2024).

## Kultur und Sehenswürdigkeiten
Die nördlichen Häuser gehörten bis vor kurzem zur Pfarre St. Gotthard. Aufgrund der weiten Entfernung zur Volksschule Frankenfels besuchten die Kinder ab dem Haus Bichl die Schule in St. Gotthard. Die Verbundenheit zur Texingtaler Ortschaft zeigt sich noch heute an den regelmäßigen Fußwallfahrten über das Schwabeck-Kreuz nach St. Gotthard.
Schon um 1930 war im Gemeinderat darüber diskutiert worden, eine eigene Schule im Weißenbachtal zu errichten.
Noch heute ist folgender Spruch bekannt: „Der Weißenbach fängt im Elend an und hört in der Not auf“. Gemeint sind dabei die Häuser Elendgarten (Weißenburggegend 15) und Not (Wiesrotte 11).
Im Schwabeck befindet sich der älteste Durchzugsbaum von Frankenfels mit der Datierung von 1610.
Das Schwabeck-Kreuz am Pass zum Texingtal ist ein barocker Bildstock (1647). Der Burgstall Schwabegg unweit ist teilweise erhalten oder erkennbar, aber schwer zugänglich. Dort oben an der Kammlinie passiert der Große Pielachtaler Rundwanderweg 652 und Europäischen Fernwanderweg E4. Das Gebiet ist auch als Mountainbiketerrain beliebt.